# Afrikáért Alapítvány
Az Afrikáért Alapítvány civil kezdeményezésre létrejött, közhasznú fejlesztési-segélyezési szervezet. Az Alapítvány több afrikai országot – különös tekintettel a Kongói Demokratikus Köztársaságot és Tanzániát - illetően célul tűzte ki maga elé, hogy olyan oktatási és szociális központokat hozzon létre, amelyek működtetésével javítja a hátrányos helyzetű, nyomorban élő gyermekek életkörülményeit, valamint segítő kezet nyújt későbbi boldogulásukhoz, életkilátásuk javulásához. Magyarországon ismeretterjesztési tevékenységet folytat.

## Történet

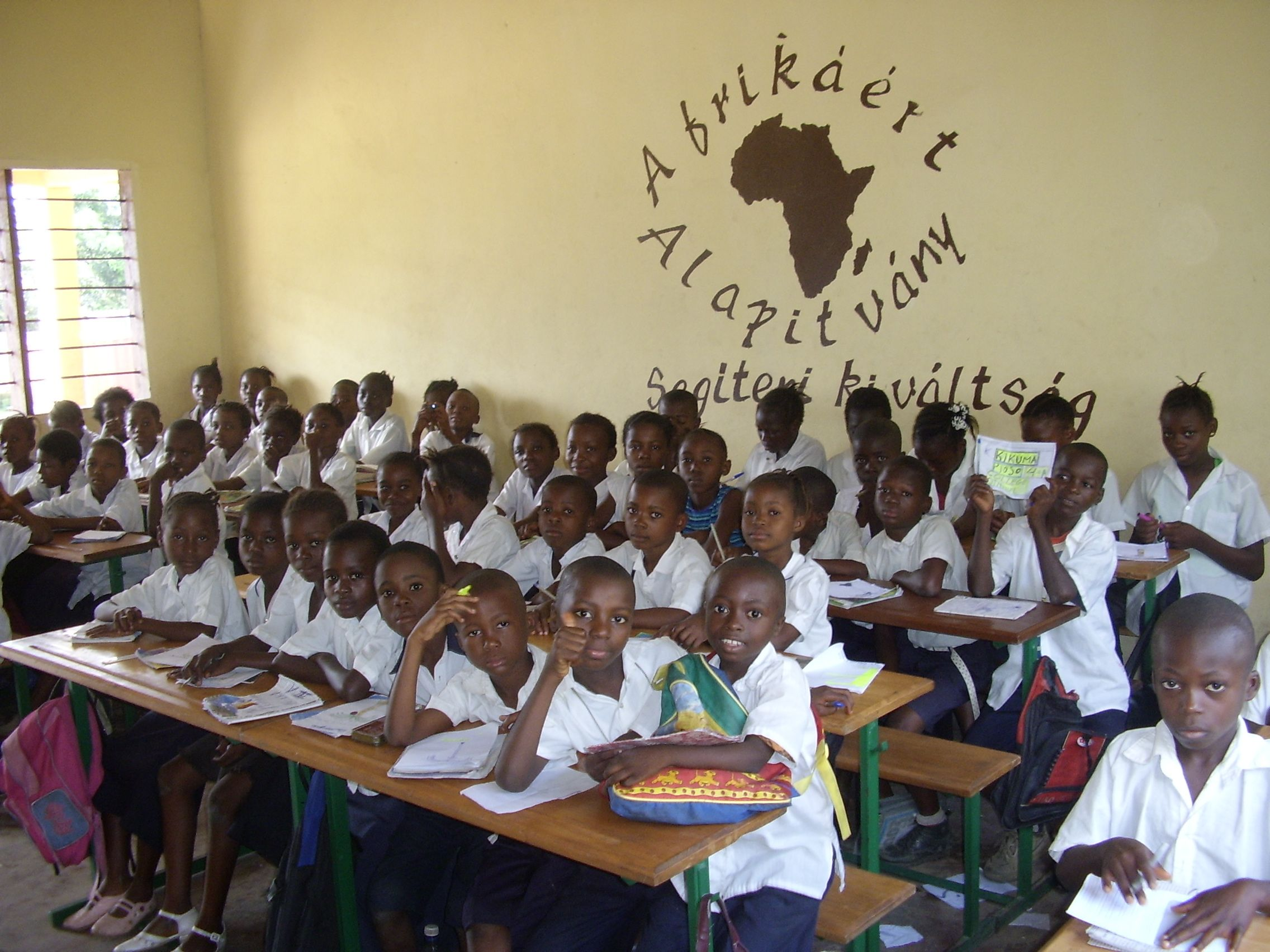
A College Othniel diákjai

Az Afrikáért Alapítványt France Mutombo Tshimuanga, kongói származású teológus alapította 2002-ben. Az alapító főiskolai tanulmányait Magyarországon végezte, majd egy afrikai missziós út során elhatározta, hogy szervezett keretek közt fogja segíteni a harmadik Világbeli rászorulókat. Az alapítvány 2004-ben a Kongói Demokratikus Köztársaságban is bejegyzésre került, és azóta fejlődése töretlen. A kinshasai intézmények egyre több embernek jelentenek biztos megélhetést, a támogatott árvák és diákok száma is rohamosan nő. Az alapítvány 2007-ben Etiópiában, majd 2009-ben Tanzániában is bővítette tevékenységét.
Magyarországon mint az egyik legrégebbi és legaktívabb szervezet, kiemelt szerepet játszik az Afrikával foglalkozó fórumokon, eseményeken, rangos hazai és nemzetközi rendezvényeken képviselteti magát, és kiterjedt támogatói köre is fokozatosan bővül.

## Küldetés

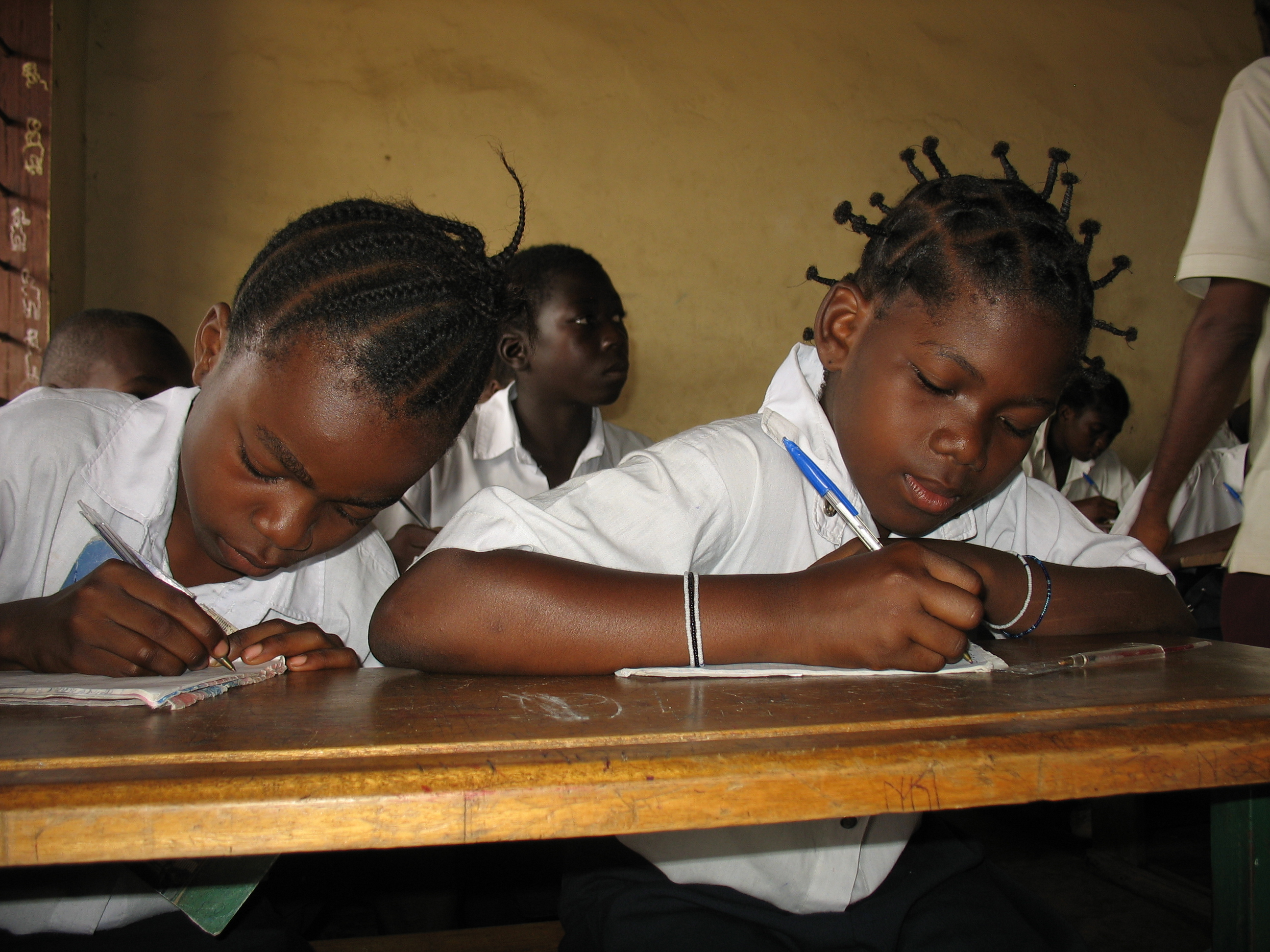
Szorgalmasan tanulunk!

Az Afrika legtöbb országát sújtó irracionális nyomor, szegénység, betegség és erőszak indított minket arra, hogy szervezett kereteken belül nyújtsunk segítséget. Az Afrikáért Alapítvány elsődleges célja és alapelve az oktatás, az egészségügy és a szociális ellátás terén olyan elméleti és gyakorlati tudás átadása, amely az Afrikában élők számára önállóan is megvalósítható és mindennapi életükbe átültethető. Szervezetünk a fenti célokon belül azért fektet különös hangsúlyt az oktatásra, a mindennemű tudás és tapasztalat átadására, mert valljuk, hogy Afrikának elsősorban nem csak anyagi, tárgyi segélyekre van szüksége, hanem sokkal inkább arra a tudásra, amely ezen javak önálló megszerzéséhez segíti az ott élőket.

## Programok

### Az örökbefogadási program

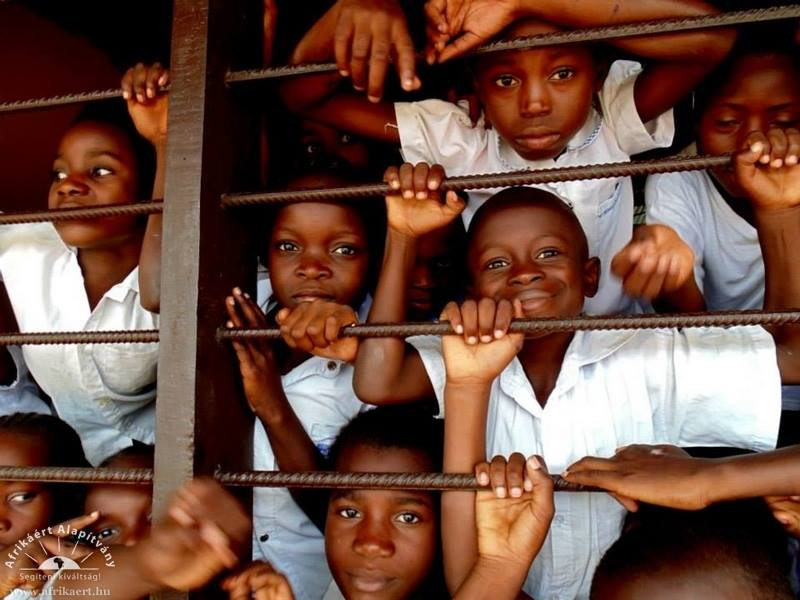
A suli ablakában

E program keretei között egy rendszeres havi anyagi támogatással a gyermekek mindennapi életének és a jövőjének a megalapozását segíthetik a támogatók. Szintén lehetőség nyílik a már említett támogatók és a támogatottak közötti személyes kapcsolattartásra. Tekintettel a Magyarország és Kongó között meglévő 8000 km nagyságú távolságra a mind hatékonyabb kapcsolatrendszer kiépítéséhez egy nagyon pontos adminisztrációs rendszer felállítása is szükségessé vált, amelyet az elmúlt évek alatt folyamatosan tökéletesítettünk.

#### Diáktámogatási program

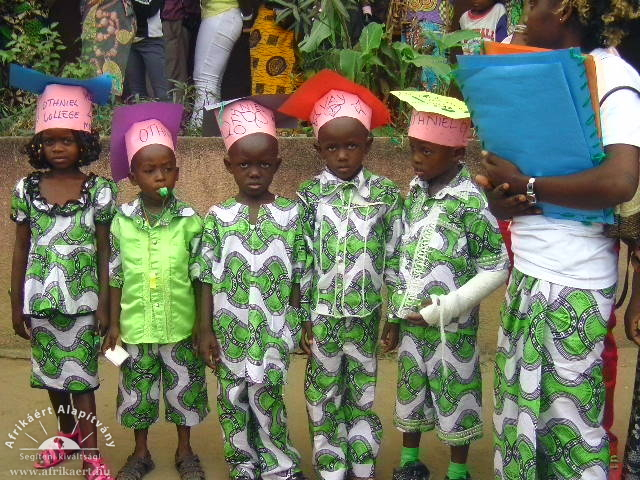
Óvodások Kongóban

Célkitűzésünk eléréséhez az Afrikáért Alapítvány kidolgozott egy diáktámogatási programot. Ez, egy olyan személyes kapcsolaton alapuló program rendszert, amelynek keretében átvállalják az kongói College Othinel Általános- és Középiskolában tanuló diákok tandíjköltségeit. 13 hónapon keresztül havi 2900 Ft befizetésével egy gyermek egyéves tandíjköltsége fedezhető, ebből a 13. havi befizetés az iskola fejlesztési céljait szolgálja. A diákok száma folyamatosan emelkedik, a kezdeti 200 tanuló helyett ma már 800 diáknak van lehetősége itt tanulni.
2013-ban megkezdtük egy tanzániai iskola üzemeltetését is, ahol jelenleg 3 tanár foglalkozik közel 60 tanulóval.

#### Árvatámogatási program

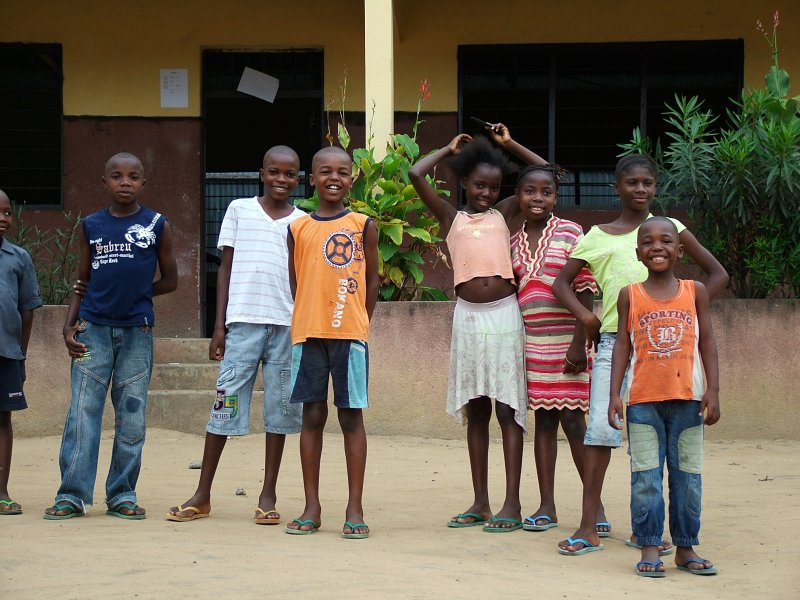
A La Providence árvaház lakói

Kongóban mintegy 4 000 000 árva gyermek él, közülük mintegy 200 000 az utcán. La Providence árvaházunk célja, hogy méltó, a gyermekek jövőjét megalapozó életkörülményeket biztosítson. Az alapítvány gondoskodik a gyerekek szociális ellátásáról, szállásáról. Jelenleg 11 kisgyermek él a La Providence Árvaházban
A diáktámogatási rendszerhez hasonlóan az árváink életkörülményeinek javításához is hozzájárulhat minden támogató jelképes örökbefogadással, havonta rendszeres formában. Ennek keretén belül, a hozzájárulók jelképesen örökbe fogadnak egy árvát, felvehetik vele a kapcsolatot, levelezhetnek vele és rendszeresen tájékozódhatnak tanulmányi eredményeikről, akinek havonta fix összeggel járulnak hozzá a neveltetéséhez.
Tervünk a La Providence árvaház bővítése, a létszám növelése.

### Missziós utak

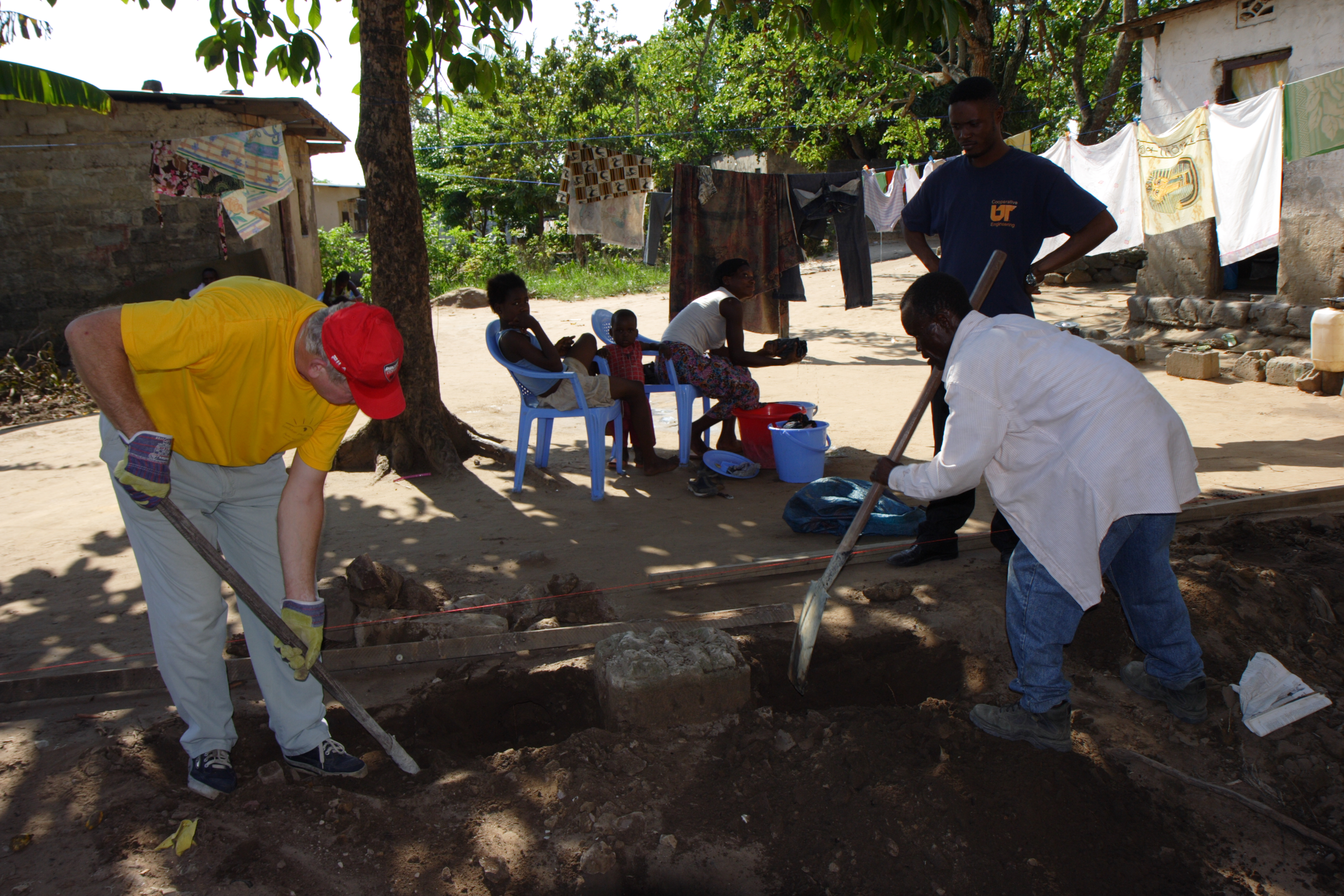
Miniprojekt

Az Afrikáért Alapítvány munkatársai évente két vagy több alkalommal látogatást tesznek Kongóba, hogy személyesen ellenőrizzék az intézmények működését, a kongói képviselet munkáját, valamint új fejlesztési lehetőségeket, támogatási területeket kutassanak fel. A missziós utak során a különböző projektek elindítása vagy ellenőrzése kerül a középpontba. Elmaradhatatlanul a program része az adományozással egybekötött kórházlátogatás Egy-egy út alkalmával két-három kórházat keresünk fel, és látunk el gyógyszer, illetve élelmiszeradománnyal. Így került az alapítvány figyelmébe az SDA Klinika, két kinshasai leprakórház, Kimpese kórház, Kibandai kórház, Bangu kórház, Clinique Mondial. Nemcsak Kinshasaba, a fővárosba látogatunk, hanem vidéki falvakat, kisebb településeket is megkeresünk felmérve a lakosok szükségleteit, és igyekezve választ találni a megfogalmazott szükségletekre. Több humanitárius projektünk is ezekhez a feltérképezett szükséghelyzetek orvoslásához kapcsolódik. Kongói tartózkodásunk alatt az Othniel College iskola működésének, az iskolában folyó oktatás, diákokról vezetett adminisztráció ellenőrzése is feladataink közé tartozik.

### Humanitárius turizmus

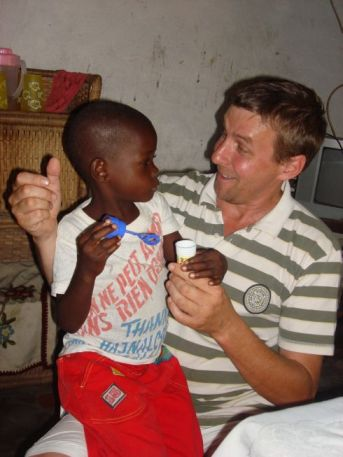
Humanitárius turizmus

2007 óta szervezünk turista utakat azok számára, akiket nemcsak a turista látványosságok vonzanak, hanem mind Afrika hiteles oldala, mind a humanitárius segítségnyújtás.
A humanitárius turizmus egy olyan újfajta, Magyarországon eddig ismeretlen turisztikai program, mely ötvözi az egzotikus nyaralás és a humanitárius segítségnyújtás elemeit. A különleges utazások célja, hogy az aktív pihenés mellett hitelesen, közvetlenül ismertessék meg az utazókkal a fekete kontinens szépségeit, az afrikai hétköznapokat. A résztvevők megismerkednek, együttműködnek a helyi lakosokkal, részt vesznek hétköznapjaikban, velük közösen egy az alapítvány aktuális céljaihoz is illeszkedő, egyszerű fejlesztési projektet valósítanak meg, amely humanitárius célt szolgál (az árvaház kifestése, egy egészségügyi intézmény felújítása, egyszerűbb építkezési munkákban való részvétel, tárgyadományok megvásárlása és átadása a rászorulóknak). Meglátogatják az alapítvány által támogatott intézményeket és más rászoruló embereket, intézményeket, közösségeket. És természetesen nem maradhat el néhány igazi „afrikai helyzet”-ben való részvétel sem.

### Önkéntesség
Az European Voluntary Service (EVS – Európai Önkéntes Szolgálat), az Európai Unió égisze alatt megvalósuló program, melynek keretén belül az európai fiatalság mobilizációját és szakmai fejlődését szeretnénk elősegíteni. 2011 óta 15 fiatal önkéntest küldtünk a kongói intézményeinkhez kapacitásépítés és minőségbiztosítás céljából, az Európai Bizottság jóvoltából.

### Vidéki projektek, egészségügyi projektek

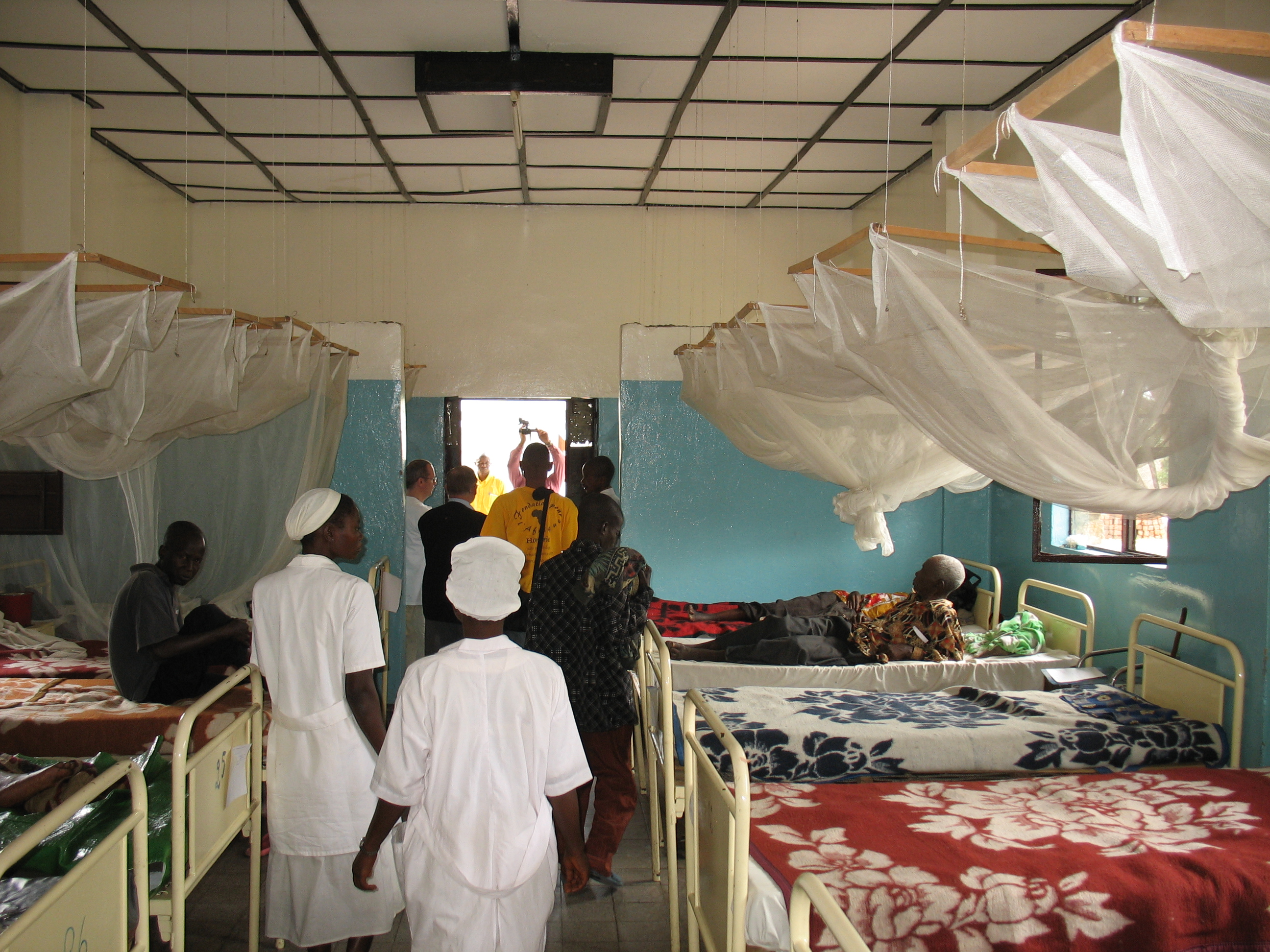
Kórház

Az afrikai egészségügyi ellátás is hatalmas szükséggel küzd. A magas arányú halálozást nemcsak a háborúk okozzák, hanem sok esetben inkább a hiányos orvosi ellátás is, amely fokozza a fejlett világban már legyőzött betegségek terjedését. Az alapítvány fontosnak tartja, hogy a fenntartáson és a hosszú évek alatt véghezvitt fejlesztéseken túl támogassa a korszerűbb felszerelések és gyógyszerek biztosítását és hogy további fejlesztéseket vigyen véghez, méltóbb körülményeket teremtsen, valamint a vidéki falvakban rendelési napokat és felvilágosító előadásokat tartson. Az alapítvány a Kongóban található vidéki települések (pl. Matonge, Kimpoko, Ngamanzo) támogatására is hangsúlyt fektet. A projekt keretében sor került már állapotfelmérő egészségügyi napok és gyümölcstartósító oktatás megszervezésére Kimpokoban és Matongeban, valamint a kimpokoi kórház felújítására, orvosi eszközökkel és gyógyszerrel-kötszerrel való felszerelésére. A tervezett projektek részét képezik majd további iskolai és egészségügyi központi felújítások, valamint a régió vízellátási problémáinak hatékony megoldása.

### Segélyszállítmányok

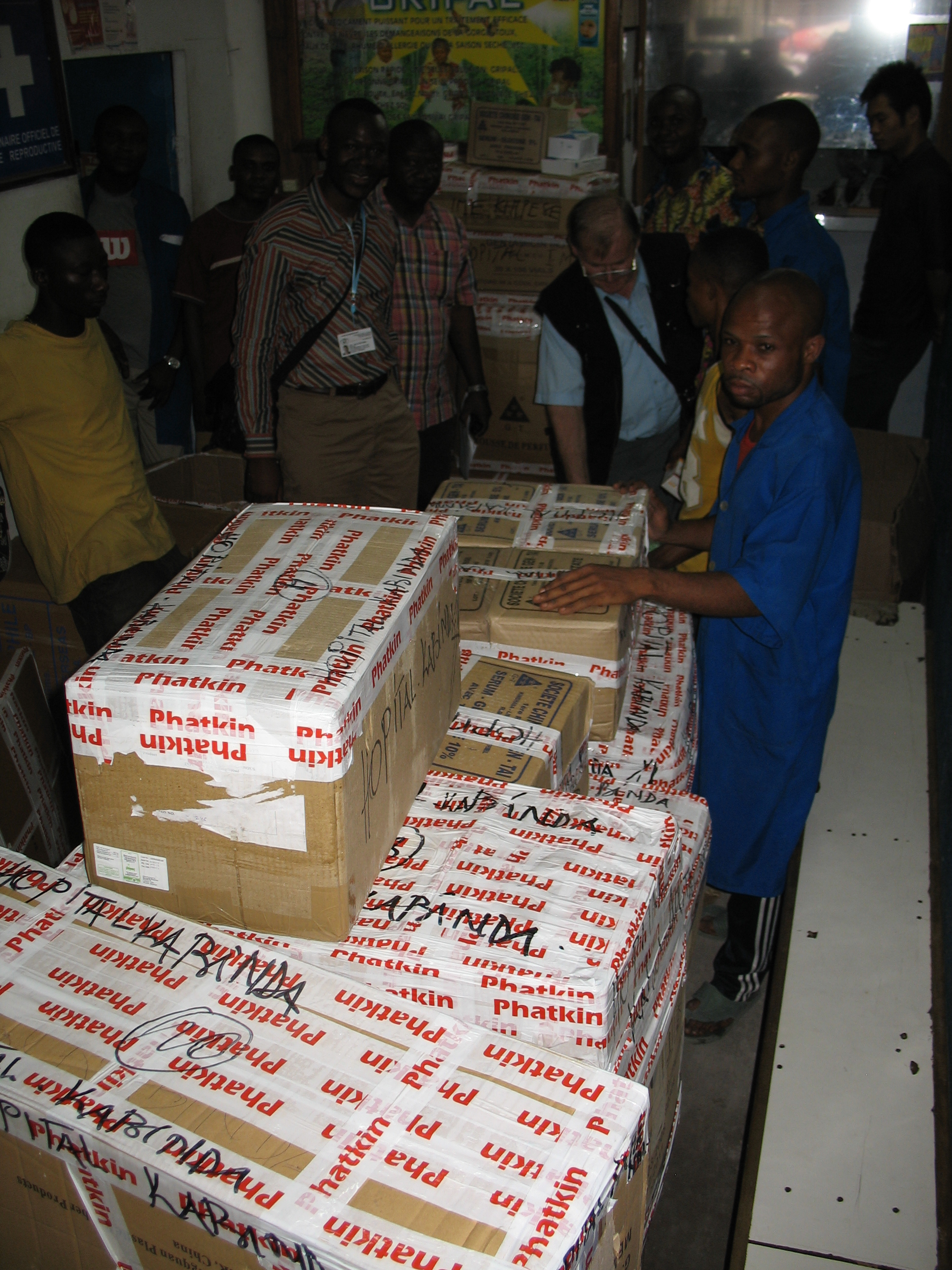
Megérkeztek a gyógyszerek!

Az alapítvány állandó programjait alkotja az étel-, ruha-, ajándékcsomag- és gyógyszerosztás, melyeket kiemelt támogatók, partnerszervezetek és más alapítványok támogatásával valósít meg. 2005-ben a Richter Gedeon Rt. 2,5 tonna sürgősségi fogamzásgátlót (Postiner) ajánlott fel, melyet az alapítvány az UNDP-vel (ENSZ Fejlesztési Program) való együttműködéssel juttatott el annak a több százezer nőnek, akiket szexuálisan bántalmaznak és meg akarják akadályozni a nem kívánt terhességet.
Az elmúlt évek során számos feladat elvégzésére került sor az alapítvány munkatársai által. Ezek között említhető a támogatott intézményekkel való kapcsolatfelvétel; eseti humanitárius projektek; az Afrikáért Alapítvány kongói bejegyzése, képviselet és iroda nyitása; támogatott intézmények látogatása és fejlesztése; AIDS-prevenció; fejlesztési projektek és állapotfelmérő egészségügyi napok lebonyolítása vidéken, az árva- és diáktámogatási program adminisztrációs- és logisztikai bázisának megtervezése és ellenőrzése.
2008-2009-ben karitatív kampányon keresztül küldtünk Kelet-Kongóba 1000 tonna ételt, ruhát, egészségügyi felszereléseket, valamint elindítottunk egy étkezési programot Muganga két menekült táborában élő 1200 gyermek részére. Egészségügyi területen gyógyszereket, sürgősségi eszközöket adományoztunk több mint öt egészségügyi központnak és kórháznak, amelyek vidéken és a fővárosban találhatóak.

## Magyarországi tevékenység

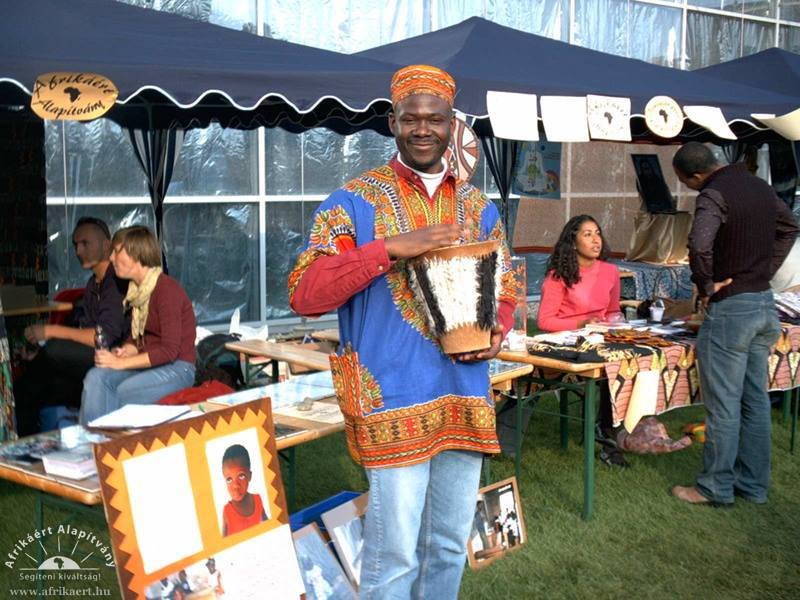
Magyarországi rendezvények

Az Afrikáért Alapítvány célja fejlesztési, segélyezési, társadalomformáló tevékenység végzése Magyarországon tolerancia-és ismeretterjesztő előadások, kulturális programok formájában. Tevékenységünk során nagy hangsúlyt helyezünk arra, hogy Magyarországon hitelesen bemutatásra kerüljön Afrika, a kontinens helyzete, a reális segítségnyújtási lehetőségek. Célunk, hogy hazánkban is egyre többen aktívan részt tudjanak venni a globális segítségnyújtásban, és különösen az afrikai emberek életkörülményeinek javításában.
Magyarországon az esélyegyenlőség elősegítése érdekében végzünk társadalomformáló tevékenységet, tolerancia előadások, kiállítások, filmvetítések, kulturális programok szervezésével. Az elmúlt években több tucat kulturális rendezvényen vettünk részt, rendezőként, vendégként, kiállítóként, amelyek az egyéni társadalmi szerepvállalást (Afrika Napok, Afrika expo, Tranzit Fesztivál, Ázsia Napok, Sziget Fesztivál, a Művészetek Völgye stb.), a migránsok befogadását (Migráns Fesztivál, Köztünk élnek. Ismered őket? kulturális fesztivál) segítették elő. Előadásaink anyagát kongói, etiópiai és tanzániai munkásságunk során készített film-és fényképfelvételek, illetve személyes tapasztalataink adják.